# Chemin de rondins

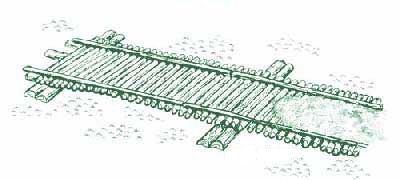

Un chemin de rondins est un sentier ou une route faite de sections de rondins de bois attachés à la suite l'un de l'autre pour former un genre de radeau. On utilise ce type de construction pour traverser des zones tourbeuses ou marécageuses. Il permet de répartir le poids sur une grande surface, ce qui réduit le risque d'enlisement. 
La route de l'Alaska, qui relie la Colombie-Britannique à Fairbanks en passant par le Yukon, a ainsi été construite, en grande partie sur du muskeg durant la Seconde Guerre mondiale. Comme le temps manquait et qu'on ne pouvait enlever tout le sol, on a construit la route en chemin de rondins dans les zones marécageuses. Elle fut reconstruite plus tard de façon plus permanente.

## Technique

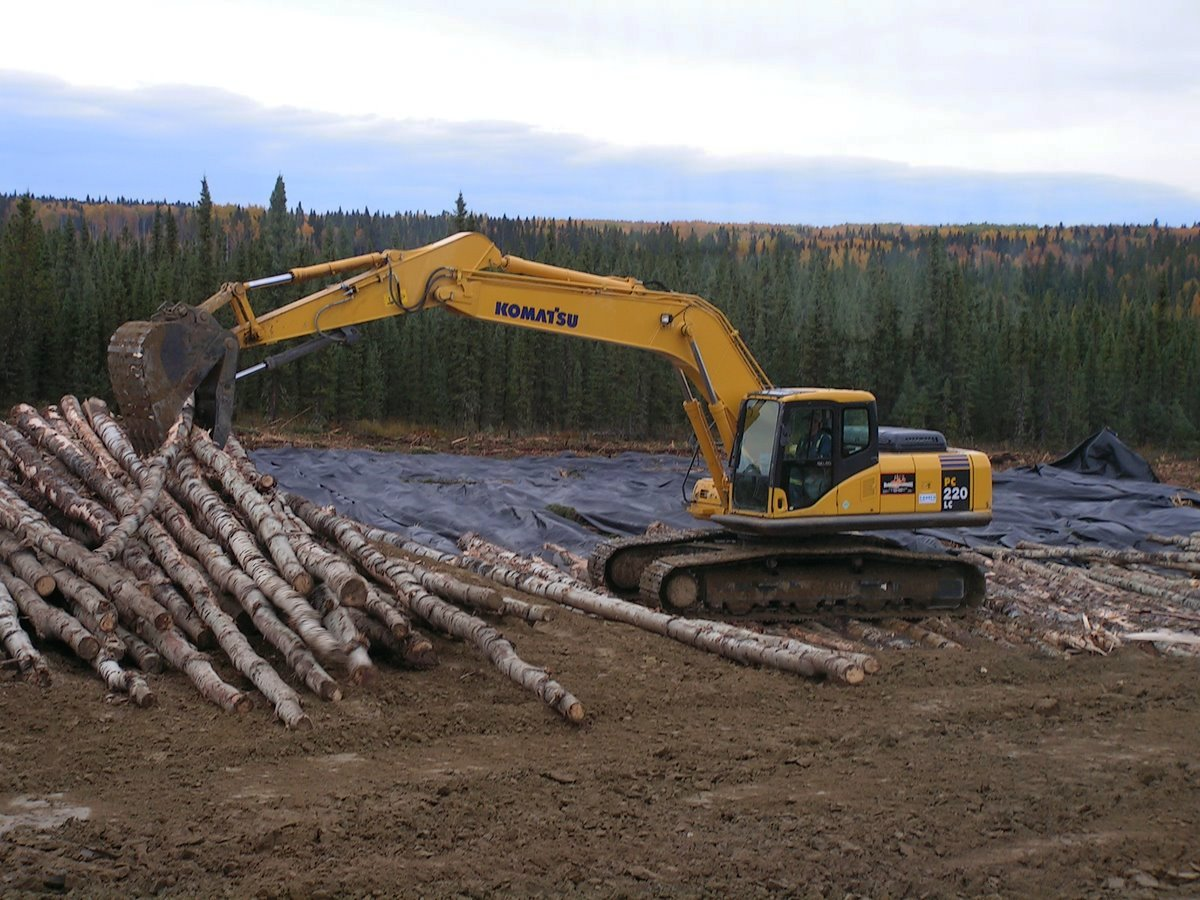
Pelle mécanique utilisée pour étaler les troncs de bouleaux qui serviront de support à une route dans une zone de tourbière (Rocky Mountain House, Alberta).

En général, on place à intervalle régulier des traverses, rondins ou troncs d'arbres, couverts de sable et gravier, puis éventuellement de terre, ce qui crée un genre de pont flottant sur la surface instable.
Le bois et les matériaux sont généralement prélevés à proximité, et apportés en camion lorsque le sol (pergélisol le cas échéant) est encore gelé.